# Rashard Kelly
Rashard DaeQuan Kelly (Fredericksburg, Virginia, 22 de agosto de 1995) es un baloncestista estadounidense que pertenece a la plantilla del Aomori Wat's de la B.League japonesa. Con 2,01 metros de estatura, juega en la posición de alero.

## Trayectoria deportiva

### Universidad
Jugó cuatro temporadas con los Shockers de la Universidad Estatal de Wichita en las que promedió 4,5 puntos, 4,7 rebotes y 1,2 asistencias por partido.

### Profesional
Tras no ser elegido en el Draft de la NBA de 2018, en el mes de julio firmó su primer contrato profesional con el Parma Basket de la VTB United League. En su primera temporada, saliendo desde el banquillo, promedió 11,0 puntos y 7,6 rebotes por partido.
El 19 de julio de 2021, firma por el JDA Dijon de la Pro A, la primera división del baloncesto de Francia.
El 21 de junio de 2022 firmó con los Tasmania JackJumpers de la NBL Australia para la temporada 2022-23.
El 1 de marzo de 2023 firmó con BC Wolves de la LKL lituana.
Tras un breve paso por el SC Prometey ucraniano, el 16 de diciembre de 2023 firmó con ADA Blois Basket de la LNB Pro A francesa.
El 31 de julio de 2024 fichó por el Aomori Wat's de la B.League japonesa.